# Vize (Türkei)
Vize (griechisch Βιζύη-Bizye) ist eine Stadt und Hauptort des gleichnamigen Landkreises in der türkischen Provinz Kırklareli in Ostthrakien. Der Ort liegt 55 Straßenkilometer südöstlich von der Provinzhauptstadt Kırklareli an der Fernstraße D 020. Vize ist bekannt durch die byzantinische Kirche Hagia Sophia, die vermutlich im 8. oder 9. Jahrhundert errichtet wurde.

## Geographie
Der Landkreis liegt im Osten der Provinz an der Schwarzmeerküste und grenzt im Norden an den Kreis Demirköy, im Westen an die Kreise Pınarhisar und Lüleburgaz sowie im Süden an den Kreis Saray der Provinz Tekirdağ. Die Bevölkerungsdichte (26,2) liegt unter dem halben Provinzdurchschnitt (56,0 Einw. je km²). Die reichliche Hälfte der Bevölkerung des Kreises wohnt in der Kreisstadt. Außer der Kreisstadt besteht der Kreis aus zwei weiteren Belediye (Gemeinden): Kıyıköy (2094) und Çakıllı (1986). Des Weiteren gehören noch 24 Dörfer (Köy) mit durchschnittlich 397 Bewohnern zum Kreis. Sergen (1144), Evrenli (872) sind die größten Dörfer, 18 Dörfer haben weniger als 500 Einwohner.

## Geschichte
Über die Frühgeschichte des wahrscheinlich thrakischen Ortes ist wenig bekannt. Seit hellenistischer Zeit war er vermutlich die Hauptstadt von Thracia, einem unabhängigen Thrakischen Königreich. Es wurde im Jahr 46 v. Chr. als Provinz in das Römische Reich integriert. In byzantinischer Zeit befand sich hier eine kleine Festung im unmittelbaren Hinterland Konstantinopels. Eine Wasserleitung versorgte von hier aus die Hauptstadt. Kurz nach 1200 wurde Bizye von den Kreuzfahrern erobert und 1453 endgültig von den Osmanen eingenommen. Im 16. Jahrhundert wurde die Hagia Sophia in eine Moschee umgewandelt, in den 1970er-Jahren dann profaniert.
Im August 1903 wurde die Stadt während des Ilinden-Preobraschenie-Aufstandes von bulgarischen Aufständischen geführt von Stamat Ikonomow eingenommen.
Um 2008 fanden eine Bauuntersuchung und vorbereitende Sicherungsmaßnahmen an der Hagia Sophia durch das Deutsche Archäologische Institut statt, um eine dauerhafte Sanierung der byzantinischen Kirche zu ermöglichen.